# Helicopsyche penicilla
Helicopsyche penicilla là một loài Trichoptera trong họ Helicopsychidae. Chúng phân bố ở miền Australasia.